# Johannes Dürr
Pour les articles homonymes, voir Dürr.
Johannes Dürr, né le 12 mars 1987 à Melk (Basse-Autriche), est un fondeur autrichien. Il est suspendu à vie en 2019 en raison de son implication dans un système de dopage concernant des athlètes autrichiens entre autres.

## Biographie
Il court sa première saison dans le sport de haut niveau en 2003-2004. En 2005, il dispute les Championnats du monde junior à Rovaniemi et s'y classe notamment neuvième du dix kilomètres libre. Aux Championnats du monde junior 2007, à Tarvisio, il finit sixième du dix kilomètres, puis quatrième de la poursuite sur vingt kilomètres. En décembre 2010, il obtient une cinquième place sur une manche de la Coupe OPA à Sankt Ulrich.
Il fait ses débuts en Coupe du monde le 31 décembre 2010 à Oberhof, se classe 31e à Rybinsk juste après, puis marque ses premiers points au Tour de ski 2012-2013 avec une huitième place au quinze kilomètres classique à Val di Fiemme et enfin obtient son premier podium lors du Tour de ski 2013-2014, dont il finit troisième grâce à deux victoires d'étape (résultats plus tard annulés). Dürr est contrôlé positif à l'EPO peu avant le début des Jeux olympiques d'hiver de 2014,, l'annonce étant faite peu avant le 50 kilomètres des Jeux. De retour en Autriche, il confie à un magazine autrichien, Sportwoche, qu'il a commencé à prendre de l'EPO en mai 2013.
En 2019, il révèle l'existence d'une filière de dopage sanguin organisée, dans un documentaire diffusé par la chaîne allemande ARD. Il nomme Mark Schmidt, un médecin basé à Erfurt, en Allemagne, à la tête d'une opération de dopage sanguin, ce qui va mener à l'opération Aderlass. Il est finalement suspendu à vie en septembre. Le 27 janvier 2020, il est condamné à 15 mois de prison avec sursis pour sa participation à l'affaire, après avoir plaidé coupable. Il nie cependant avoir établi des liens entre Schmidt et ses collègues skieurs de fond Max Hauke et Dominik Baldauf, comme ceux-ci l'avaient affirmé. Un rapport du journal allemand Der Tagesspiegel a affirmé que Dürr avait envisagé de reprendre les opérations de dopage de Schmidt.

## Palmarès

### Jeux olympiques d'hiver
| Épreuve / Édition | Sprint | Sprint                           | 15 km                            | 15 km     | Skiathlon 2 × 15 km | 50 km | Relais | Relais    |
| Épreuve / Édition | libre  | classique                        | libre                            | classique | Skiathlon 2 × 15 km | 50 km | Sprint | 4 × 10 km |
| JO 2014 Sotchi    | —      | Épreuve inexistante à cette date | Épreuve inexistante à cette date | —         | DSQ                 | DNS   | —      | —         |

Il n'est pas autorisé à prendre le départ du 50 kilomètres en raison de l'annonce de son contrôle positif peu avant les Jeux.

### Championnats du monde
| Épreuve / Édition           | Sprint                           | Sprint                           | 15 km                            | 15 km                            | Poursuite / Skiathlon 2 × 15 km | 50 km | Relais | Relais  |
| Épreuve / Édition           | libre                            | classique                        | libre                            | classique                        | Poursuite / Skiathlon 2 × 15 km | 50 km | sprint | 4x10 km |
| Mondiaux 2011 Oslo          | -                                | Épreuve inexistante à cette date | Épreuve inexistante à cette date | -                                | -                               | 64e   | -      | -       |
| Mondiaux 2013 Val di Fiemme | Épreuve inexistante à cette date | -                                | 43e                              | Épreuve inexistante à cette date | 15e                             | -     | -      | -       |

### Coupe du monde
- Meilleur classement général : 45e en 2013.
- Meilleur résultat individuel : 7e.

#### Classements par saison
| Saison / Épreuve | Général | Général | Distance | Distance | Sprint | Sprint | Tour de ski depuis 2007 | Finales depuis 2008 | Nordic Opening depuis 2011 |
| ---------------- | ------- | ------- | -------- | -------- | ------ | ------ | ----------------------- | ------------------- | -------------------------- |
| Saison / Épreuve | Place   | Points  | Place    | Points   | Place  | Points | Tour de ski depuis 2007 | Finales depuis 2008 | Nordic Opening depuis 2011 |
| 2013             | 45e     | 171     | 22e      | 133      | -      | -      | 24e                     | 26e                 |                            |

### Championnats d'Autriche
- Champion sur la poursuite (10 kilomètres libre) en 2012.